# Caroline Harvey
Pour les articles homonymes, voir Harvey.
Caroline Harvey est une auteure-compositrice-interprète et pianiste québécoise.

## Biographie
Enfant, Caroline Harvey participe à de nombreux spectacles, chante dans plusieurs émissions de télévision et enregistre des publicités pour la radio. Elle remporte en 1987 le Grand Prix d’interprétation, le Prix de la Presse et le Prix du Public au prestigieux Festival international de la chanson de Granby. S’ensuivent plusieurs années de spectacles sur une vingtaine de scènes au Québec, et l’enregistrement d’une quarantaine d’émissions de télévision et de radio sur des chaînes canadiennes. Elle a chanté en France (1988, 1995, 2005-2007) au Japon (1995, 2007, 2008), en Indonésie (1996), aux Émirats arabes unis (2003-2004), en Allemagne (2006-2007) et en Jordanie (2008-2009).
Elle a été choriste pour Diane Dufresne, pour Térez Montcalm, et pour la vénézuélienne Soraya Benitez.
De 1999 à 2004, Caroline Harvey est conceptrice et directrice artistique d’une quinzaine de spectacles thématiques multiculturels auxquels elle participe comme interprète et comme auteure-compositrice. Elle a fait partie de plusieurs groupes œuvrant pour la paix et la justice au Québec, en Irak et en Palestine, entre autres Les Artistes pour la Paix du Québec, dont elle a été la Vice-présidente durant quatre ans. En 2001, selon le journal La Presse, elle faisait partie de la nouvelle garde des artistes socialement engagés.	
En 2005, elle débarque à Paris, seule avec son sac à dos et ses chansons. Elle fait rapidement connaître le style « poético-jazzy » qui la caractérise, dans les boîtes de jazz du [Quartier de Saint-Germain-des-Prés], puis dans les salles de chansons telles Le Connétable et Le [Théâtre Essaïon], et aussi à l’Institut français de Hambourg.
Caroline Harvey possède une maîtrise de l’Université de Montréal en Littérature comparée, dont le titre du mémoire est « L’évolution de l’idée de nation dans la chanson québécoise : de la Révolution tranquille à la globalisation ». Il s'agit d'une analyse historique de la fonction socio-politique de la chanson comme pratique culturelle dans le contexte de la mondialisation néo-libérale. Pédagogue recherchée, Caroline Harvey a enseigné l’écriture de chansons et donné de nombreuses conférences au Canada sur le thème du rôle des arts dans l’éducation. Elle a créé et enseigne, en France, sa propre méthode d’apprentissage accéléré du piano jazz.